# Maria Palaiologina Kantakuzene
Maria Palaiologina Kantakuzene (griechisch Μαρία Παλαιολογίνα Καντακουζηνή; † nach 1279) war durch Geburt eine byzantinische Prinzessin und durch Heirat von 1269–79 Zarin von Bulgarien.

## Leben
Maria Palaiologina Kantakuzene war die zweite Tochter von Johannes Kantakuzenos, der von 1244 bis 1249 das byzantinische Thema Thrakesion verwaltete, und der Irene Komnene Palaiologina, einer älteren Schwester des byzantinischen Kaisers Michael VIII. Palaiologos. Sie war in erster Ehe seit etwa 1261 mit dem byzantinischen General Alexios Philes verheiratet, der nach der byzantinischen Niederlage in der Schlacht von Makryplagi gegen das Fürstentum Achaia um 1264 in Gefangenschaft geriet und bald darauf starb.
Nach dem Tod von Irene Doukaina Laskarina (1268) heiratete deren Witwer, der bulgarische Zar Konstantin Tich Assen, 1269 Maria Palaiologina, um sich mit deren Onkel, Kaiser Michael VIII., auszusöhnen. Als Mitgift für diese Ehe versprach der byzantinische Kaiser die Übergabe der am Schwarzen Meer gelegenen Hafenstädte Mesembria und Anchialos. Da er aber sein Wort brach und die beiden Städte nicht an Bulgarien abtrat, fürchtete Maria um ihre Stellung am bulgarischen Hof und stiftete ihren Gatten zum militärischen Vorgehen gegen ihren Onkel an. So brach um 1272 mit dem Einfall der Bulgaren in byzantinisches Gebiet ein Krieg zwischen den beiden Reichen aus. Michael VIII. vermählte aber seine illegitime Tochter Euphrosyne Palaiologina mit dem Mongolenfürsten Nogai Khan, der daraufhin sein Verbündeter wurde und 1274 Bulgarien verwüstete. Unter diesem mongolischen Druck musste Konstantin Tich seine Ansprüche auf die strittigen Städte aufgeben.
Wegen zunehmender Krankheit Konstantins Tich in seinen letzten Lebensjahren bekam seine Gemahlin Maria in den 1270er Jahren verstärkten Einfluss auf die bulgarische Politik. Sie ließ ihren gemeinsamen Sohn Michael Asen II. kurz nach dessen Geburt um 1272 zum Mitkaiser krönen. Die Bemühungen Michaels VIII., eine Union der orthodoxen und katholischen Kirche zu erreichen, stießen inzwischen auf erbitterte Ablehnung seiner Schwester Irene Komnene, die sich zu ihrer Tochter Maria begab und gemeinsam mit dieser bewirkte, dass am bulgarische Hof zahlreiche Intrigen gegen den byzantinischen Kaiser gesponnen wurden. Maria adoptierte in der Folge Jakob Swetoslaw, einen ernstzunehmenden Anwärter auf den bulgarischen Thron, als zweiten Sohn. Jedoch war es wahrscheinlich sie, die seine um 1277 erfolgte Vergiftung anstiftete.
Wegen ständiger mongolischer Plünderungszüge und wirtschaftlicher Instabilität kam es 1277 zu einer von Iwajlo angeführten Volkserhebung gegen die Regierung von Konstantin Tich. Dieser wurde im Herbst 1277 in einem Gefecht gegen Iwaljo getötet. Maria Palaiologina konnte sich aber weiterhin in der bulgarischen Hauptstadt Tarnowo behaupten. Wegen Iwajlos Erfolgen stellte Michael VIII. inzwischen mit Iwan Assen III. einen eigenen Prätendenten auf den bulgarischen Thron auf, verheiratete ihn mit seiner ältesten Tochter Irene Palaiologina und schickte starke byzantinische Truppen zur Durchsetzung von Iwans Thronansprüchen nach Bulgarien.
Dies veranlasste Maria, den Ausgleich mit dem Rebellenführer Iwajlo zu suchen; sie öffnete ihm im späten Frühling 1278 die Tore von Tarnowo und ehelichte ihn. Daraufhin wurde Iwajlo als bulgarischer Zar anerkannt. Michael VIII. kritisierte die Ehe als nicht standesgemäß; Maria habe Schande über ihre Familie gebracht. Die Ehe verlief für Maria auch unglücklich; Iwajlo soll sie schlecht behandelt und laut Georgios Pachymeres sogar geschlagen haben. Obwohl Iwajlo einige militärische Erfolge gegen Mongolen und Byzantiner feiern konnte, veranlassten Gerüchte über seinen angeblichen Tod in einem weiteren Kampf gegen die Mongolen die im Frühjahr 1279 erfolgte Übergabe Tarnowos an byzantinische Truppen. Iwan Asen III. wurde als neuer bulgarischer Zar anerkannt, Maria Palaiologina hingegen ins Exil nach Konstantinopel geschickt. Kaiser Michael VIII. ließ sie nach Adrianopel verbannen. Nachrichten über ihr weiteres Schicksal fehlen.